# Trochanteria
Genre
Trochanteria est un genre d'araignées aranéomorphes de la famille des Trochanteriidae.

## Distribution
Les espèces de ce genre se rencontrent en Argentine, au Brésil et au Paraguay.

## Liste des espèces
Selon World Spider Catalog (version 17.5, 24/10/2016) :
- Trochanteria gomezi Canals, 1933
- Trochanteria ranuncula Karsch, 1878
- Trochanteria rugosa Mello-Leitão, 1938

## Publication originale
- Karsch, 1878 : Exotisch-araneologisches. 2 Zeitschrift für die gesammten Naturwissenschaften, vol. 51, p. 771-826.